# Slâfest du, friedel ziere

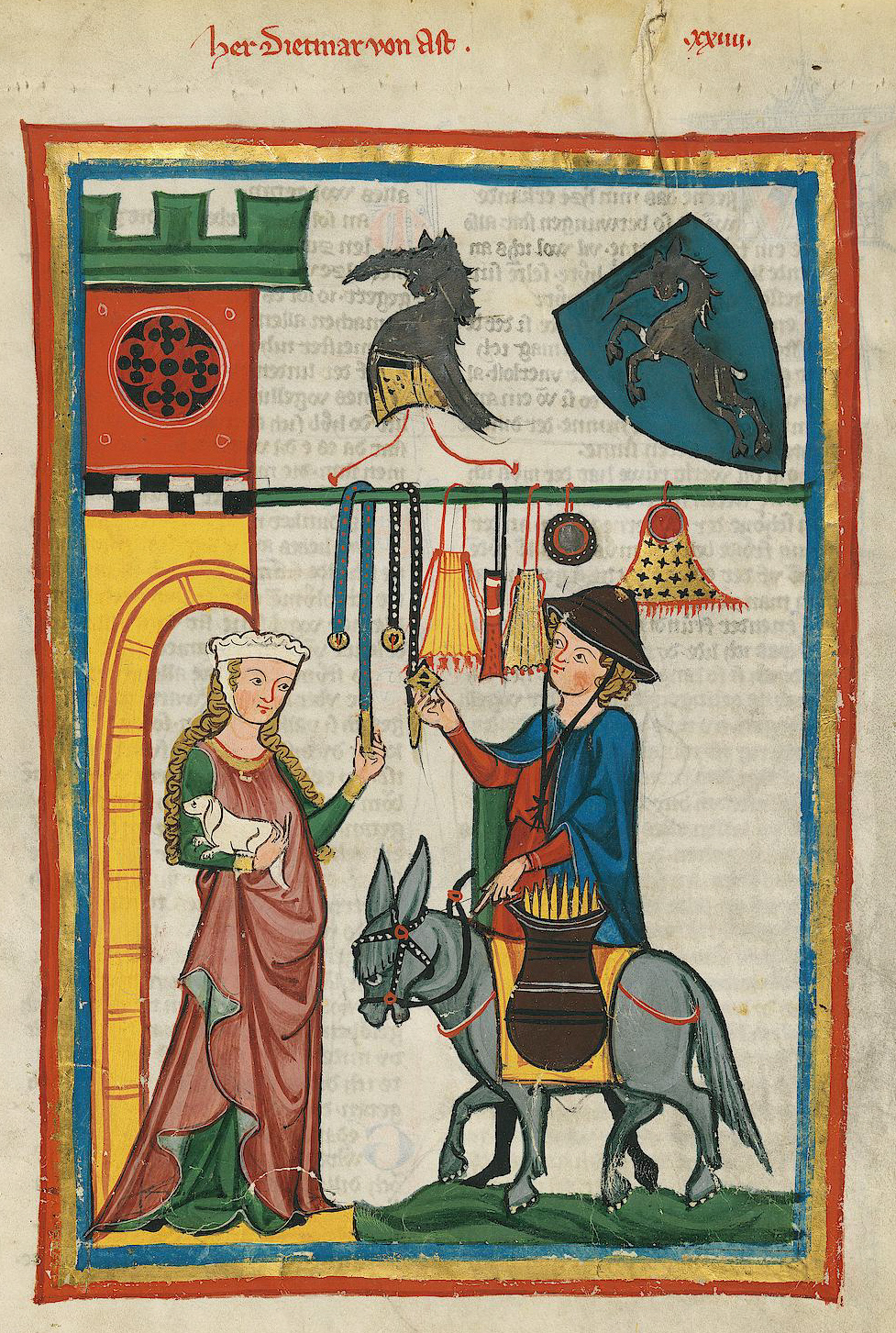
Dietmar von Aist (Codex Manesse), Blatt 64r.

Das Gedicht Slâfest du, friedel ziere? ist das vermutlich erste Lied der Gattung Tagelied auf deutschsprachigem Boden und wurde von Dietmar von Aist verfasst. Die Entstehungszeit des mittelhochdeutschen Liedes ist umstritten, aber die Forschung geht von 1170/80 aus. Das Lied handelt von der Trennung zweier Liebender (Abschied) bei Tagesanbruch.

## Originaltext und Übersetzung
| Original | Übertragung nach Schweikle | Übertragung nach Rohrbach |
| „Slâfest du, friedel ziere? man wecket uns leider schiere. ein vogellîn sô wol getân, daz ist der linden an daz zwî gegân.“                | „Schläfst du, lieber Freund? Man weckt uns leider bald. Ein Vöglein so schön, das ist auf der Linde Zweig geflogen.“                                | „Schläfst du, schöner Freund? Man weckt uns leider bald; ein Vöglein, ein so schönes, das hat sich der Linde ins Gezweig gesetzt.“                      |
| „Ich was vil sanfte entslâfen, nu rüefest du kint ‚Wâfen‘. liep âne leit mac niht gesîn. swaz du gebiutest, daz leiste ich, friundîn mîn.“ | „Ich war so sanft eingeschlafen, nun rufst du, Kind, ‚wach auf!‘. Lieb ohne Leid kann nicht sein, Was du gebietest, das tue ich, meine Freundin.“   | „Ich war ganz leicht eingeschlafen, als du, Kind; ‚O weh‘ riefst. Liebe ohne Leid kann es nicht geben. Was du befiehlst, Geliebte, das tue ich.“        |
| Diu frouwe begunde weinen: „Du rîtest und lâst mich eine. wenne wilt du wider her zuo mir? ôwê, du füerest mîn fröude sament dir!“         | Die Dame begann zu weinen. „Du reitest von hinnen und läßt mich allein. Wann wirst du wieder zu mir kommen? O weh! Du führst meine Freude mit dir.“ | Die Dame begann zu weinen: „Du reitest weg und lässt mich alleine. Wann willst du wieder her zu mir kommen? Oweh, du führst meine Freude mit dir fort!“ |

### Zusätzliche Übersetzungshinweise
Str. 1.: v. 1: friedel: Geliebter; ziere: prächtig, herrlich, schön; v. 2: wan: alem. Form von man; v. 3: wol getan: wohlgestaltet; v.4: zwi: Zweig;

Str. 2.: v. 2: kint: hier als zärtliche Anrede gebraucht; wâfen: elliptischer Ausruf für‚ zu den Waffen‘, allgemein als Not-, Hilfe-, Wehruf;

Str. 3.: v. 2: einen: allein; v. 4: sant < samet, präp. mit Dat.: zusammen mit

## Liedform
Das Gedicht besteht aus drei Strophen mit jeweils vier Versen. Die Strophenform besteht aus Kurzzeilenstrophen und zwar paargereimt mit Vierheber und je ein Fünfheber als Schlussbeschwerung. Damit ist die Form des Gedichtes einfach gehalten und dementsprechend in der Forschung wenig widersprüchlich beschrieben:

„Die Form dieses dreistrophigen Liedes […] ist einfach. Die Vierzeilerverse zeigen keine Einwirkung der höfischen Kanzone, der Kadenzwechsel zwischen dem 1. und 2. Reimpaar markiert formal die Strophe als Einheit.“ 

Typisch ist diese Gedichtsform für die mittelhochdeutsche Lyrik trotz oder wegen seiner Einfachheit nicht.

„Die kurzzeiligen Paarreimstrophen stehen vereinzelt in dieser Phase des Minnesangs: der paargereimte Vierheber begegnet als Grundmaß in lyrischer und epischer ahd. und frühmhd. Dichtung und in der mhd. Epik; in der mhd. Lyrik, von Ausnahmen wie z. B. dem Reichston Walthers von der Vogelweide abgesehen, tritt er meist nur kombiniert mit anderen Versformen auf.“

## Zur Textkritik
Die Textkritik konzentriert sich ähnlich wie die Interpretationsansätze vor allem auf Vers 2 der ersten Strophe. Dieser Vers wird von verschiedenen Autoren unterschiedlich analysiert:

„Von Hermann Paul, der an der handschriftlichen Lesart wan des 2. Verses festhalten wollte, bis zu Günther Jungbluth, der – sehr bestechend – diese ganze problematische Zeile aus Versatzstücken aus anderen Tageliedern ersetzen wollte […] reicht der Bogen der Textkritik.“ 

Die Vorstellung Hermann Pauls, an der Lesart wan festzuhalten, wird von der Forschung im Allgemeinen konsequent als überholt angesehen. Als akzeptiert gilt es, dass wan als Variante für man steht. Siewerts geht ebenfalls davon aus:

„Die Handschrift und auch die Edition in Des Minnesangs Frühling bieten die Lesart wan. Dies Wort erfuhr zwei verschiedene Deutungen. Während die eine, fußend auf Hermann Paul, in wan die Adversativpartikel (aber es) sehen möchten, verstehen die anderen, im Anschluß an Wilhelm Scherer wan als alemannische Variante für man. (…) Die zweite Deutung, wan als Variante zu man ist inzwischen allgemein akzeptiert […].“ 

Jungbluth betont am konsequentesten, dass nur die zweite Deutung bzw. dass wan als Variante für man zu lesen ist:

„Es kann überhaupt nicht zweifelhaft sein, daß der überlieferte Wortlaut von v. 39,19f. nur die zweite Deutung zuläßt; allein – und ausschlaggebend!“ 

Auch wenn die Forschung sich in diesem Punkt einig zu sein scheint, so ist auch das man textkritisch schwierig zu begründen, zumal seine Funktion fragwürdig ist. Es ist für Jungbluth nämlich beinahe ausgeschlossen, dass das man sich auf einen Wächter oder den Vogel bezieht, da beides einen absoluten Sonderfall darstellen würde. Unter dieser Bedingung wäre das man ohne Funktion, was ebenfalls unmöglich scheint. Jungbluth geht daher davon aus, dass das Gedicht, und vor allem der betreffende Vers, nicht in seiner ursprünglichen Fassung überliefert wurde, und dass das man in dieser ursprünglichen Fassung nicht vorhanden war. 

„Stellt Dietmars Tagelied also einen Sonderfall dar? Oder sollte – eine Frage, zu der die obigen Beobachtungen zu berechtigen scheinen – das Besondere und Ungewöhnliche allein auf einem Irrtum der Überlieferung beruhen, durch den wir uns nachgerade ein Jahrhundert das richtige Verständnis dieses Liedes haben verbauen lassen?“ 

Beispielsweise Schweikle unterstützt in Bezug zu Dietmars Tagelied diese Auffassung:

Da sich im Liedercorpus von Dietmar „[…] formale Verbesserungen aufweisen, die nach Meinung der Forschung von den Schreibern stammen sollen, wäre zu fragen, warum dann bei diesem Gedicht solche Besserungen unterblieben, vollends, wenn sie so naheliegend sind, wie G. Jungbluth […] annimmt.“ 

Jungbluth glaubt an eine Veränderung des Originals durch den Redakteur und möchte v. 39,19 rekonstruieren, indem er eine typische Formel aus anderen Lieder für den Anbruch des Tages benutzt.

„[…] so wie ich mir das Lied in seiner ursprünglichen Gestalt vorstelle:
‚Slâfest du, friedel ziere?

ich wæn ez taget und schiere:

ein vogellîn sô wol getân

daz ist der linden an daz zwî gegân.‘ […]“
In dieser Fassung ist es weder der Vogel, noch ein suspekter Wächter, der die Liebenden zum Aufwachen und zur Trennung zwingt. Der Tag und eventuell die Formel liep âne leit mac niht sîn sind in dieser Fassung die wesentlichen Trennungsgründe.

„Alles scheint, wenn ich recht sehe, nunmehr aufs schönste zu stimmen. Weder geistert mehr ein – sonderbar stummer – Wächter durch das Lied, noch ist es das Vöglein auf dem Lindenzweig […] das die Liebenden aus dem Schlafe weckt. Das Vöglein ist vielmehr nur Zeichen des grauenden Tages, der unerbeitterlich den Abschied heranwinkt.“

## Inhaltlicher Aufbau
Der Inhalt und das Thema des Gedichts, der Abschied der Liebenden beim Morgengrauen, entspricht der Alba im provenzalischen Minnesang. Somit entspricht der Inhalt, abgesehen vom nicht deutlich anwesenden Wächter, dem deutschen Tagelied.

Das Lied ist überwiegend dialogisch aufgebaut: 

„In der ersten Strophe spricht die Frau zu ihrem Geliebten, in der zweiten Strophe antwortet ihr der Mann, schließlich, in der letzten Strophe, ist lediglich der erste Vers erzählend gestaltet. In den folgenden drei Versen weint und klagt die Dame In direkter Rede über ihr Verlassenwerden.“ 

Die Forschung ist sich beim Inhalt des Liedes nicht einig, weshalb die Frau den Mann weckt: Wegen einer Warnung eines Wächters, der Anwesenheit des Vogels oder wegen des anbrechenden Tages. De Boor geht eindeutig von der Abwesenheit eines Wächters aus, aber betont das ‚Grüne‘ Umfeld durch die Linde und den Vogel:

Es „[…] kann mit Sicherheit registriert werden, daß dieses Lied von einer Liebesbegegnung im Grünen singt, daß der höfische Wächter […] keine Rolle spielt und daß sich auch die ehebrecherische Liebesbeziehung der höfisch-aristokratisierenden Tagelieder keineswegs aufdrängt, ja nicht einmal wahrscheinlich ist. Mit Vöglein, Linde und Liebe im Grünen ist man auf der umfassenden Ebene mittelalterlicher erotischer Dichtung […] auf der auch die Alba sich entfalten und vereinstigen konnte.“ 

Die Beziehung der beiden Liebenden ist somit vermutlich keine moralisch bewertete und das Gedicht betont die Rollen der beiden Liebenden nicht als ein Hierarchisches, sondern als ein persönlich-erotisches Verhältnis.

## Interpretation
Die Interpretation des Liedes fokussiert sich in der Forschung vor allem auf die erste Strophe, die Aufschluss darüber geben soll, ob ein Wächter im Lied vorkommt oder nicht. Siewerts fasst die Möglichkeiten der Interpretationen für das Lied nach Handschrift (C) zusammen:

„[…] an der Person des Wächters jedoch, deren eigenartige Künstlichkeit eine Art Gattungssignal darstellt, scheiden sich die hermeneutischen Geister. (…) Gibt es nun einen Wächter in Dietmars Lied und wenn ja, wo ist dieser zu finden? Man (Vers 2) und/oder vogellîn (Vers 3, 1. Strophe) – so lässt sich die Diskussion knapp aufs wesentliche reduzieren. Zur Verdeutlichung seien die vier Interpretationsansätze noch einmal kurz zusammengefasst.

1. Der Wächter versteckt sich im unbestimmten Pronomen man – dabei wird die Konjunktur man/wan als gegeben vorausgesetzt und der Wächter auf radikale Weise reduziert. 

2. Das vogellîn nimmt die Rolle des Wächters ein und wird damit zum Feind der Liebenden. Allerdings zeigt eine präzise Betrachtung des mittelhochdeutschen Textes, daß der Vogel an keiner Stelle auch nur den Schnabel bewegt, er sitzt lediglich im Lindenbaum […].

3. Man und vogellîn sind identisch, d. h. die Frau geht mit ihrer Warnung man wekt uns davon aus, daß der Vogel demnächst singen wird.

4. Es gibt keinen Wächter, weil das Lied zu früh entstanden ist, um einen Wächter enthalten zu dürfen, bzw. es ist auch hinsichtlich einer Gattungserwartung des Publikums unerheblich, wo und ob ein Wächter existiert. Entscheidend ist lediglich die typische Tageliedsituation.“ 

Der zweite und der dritte Interpretationsansatz wurde zwar diskutiert aber ist nach der Forschung am unwahrscheinlichsten. Vom dritten Interpretationsansatz, dass man und vogelîn identisch seien, distanziert sich bspw. Jungbluth deutlich und bejaht zumindest für die Handschrift (C) den ersten Interpretationsansatz:

„Damit erhebt sich wiederum die alte Frage, wer mit man gemeint sein kann. Doch gewiß nicht, wie etliche angenommen haben, das Voglein auf dem Lindenzweig […]. (…) Scheidet diese Anknüpfungsmöglichkeit aber aus, so kann der Vers, wie er uns vor Augen steht, schlechterdings nur auf den Wächter Bezug nehmen […].“ 

Allerdings betont Jungbluth, dass ein Wächter, der nur durch man eingeführt wird, kaum möglich scheint.

„Dennoch melden sich schwerwiegende Bedenken, und zwar ist es gerade die Feststellung, daß v. 39,19 man mit Fug nur auf den Wächter bezogen werden kann, die Anlaß zu kritischen Erwägungen gibt. (…) […] unbefriedigend bleibt, daß der Wächter überhaupt nur durch das unbestimmte man eingeführt wird; auch dafür wird man sich in der Geschichte des höfischen Tagelieds vergeblich nach Parallelen umsehen.“ 

Siewerts selbst, wie oben schon von ihr angedeutet, geht zudem nicht von einem vogellîn aus, welcher die Rolle des Wächters übernimmt. Der Vogel ist stumm und verkörpert in Verbindung mit dem Lindenzweig die Symbolik der Liebe, wie sie durchaus bekannt war. 

„[…] in Dietmars Text gerade die Untätigkeit des Vogels in Kombination mit Liebesbaum, – das vogellîn singt nicht, sondern hat sich nur auf dem Lindenzweig niedergelassen –, als deutlich gesetztes Zeichen zum einen für die Gattung ‚Liebeslied‘ und zum anderen für die Liebe selbst verstanden werden kann.“ 

Die Frage, ob der erste oder vierte Interpretationsansatz, den Siewerts schildert, richtig ist, kann auch in der neuesten Forschung nicht beantwortet werden. Die Wichtigkeit dieser Frage besteht vor allem deshalb, weil mit der Anwesenheit des Wächters die Gattungs- und Entstehungsfrage beeinflusst wird.

## Zur Überlieferung
Das Lied Slâfest du friedel ziere? ist in der Heidelberger Liederhandschrift (C) überliefert:

„In der Weingartner Liederhandschrift (B) und in der Heidelberger Liederhandschrift (C) sind 45 Strophen seines Œuvres überliefert, von denen die Minnesangsforschung jedoch nur ca. ein Viertel als zweifellos echt identifiziert hat. Das Lied Slâfest du friedel ziere, nur in C überliefert, besitzt einen einzigartigen Wert, nicht nur bezogen auf das Schaffen des Dichters, sondern auch in der mediävistischen Tagelieddiskussion.“ 

Schon die Definition der Entstehungszeit des Gedichts ist schwierig und konnte nicht vollends beantwortet werden. Geht man davon aus, dass das Gedicht von Dietmar stammt, so muss es vor 1171, das vermutete Todesjahr des Dichters, geschrieben sein: 

„Die Datierung des vielleicht ältesten deutschen, Dietmar von Aist zugeschriebenen Tagelieds, ist umstritten (vielleicht 1170/80).“ 

Da wir 'Dietmars Lied' vor allem aufgrund seines Inhalts zeitlich einordnen können, kann sich die Entstehungszeit durchaus nach Forschungsergebnissen zur Interpretation verschieben.

„Eine ungefähre Einordnung des Dichters in die Geschichte des Minnesangs ist lediglich auf Grund der formalen und inhaltlichen Ausprägung seines Werkes möglich.“ 

Reimgebrauch und Liederhandschrift sind ebenfalls wenig aufschlussreich:

„Die Überlieferung hat bekanntermaßen unter dem Verfasser Herr Dietmar von Aist (C) sehr disparate Stücke, ausgesprochen Frühes und daneben recht Spätes zusammengetragen, und von ihr darf man sich jedenfalls keinen zureichenden Aufschluß über die mutmaßliche Entstehungszeit des Liedes 39.18 erwarten. Ebenso wenig vergönnt uns der Reimgebrauch eine klare Entscheidung über Früh oder Spät.“ 

Ein Beispiel dafür, dass die Interpretation des Gedichtes maßgeblich für die Datierung der Entstehungszeit ist, betrifft die Anwesenheit oder Abwesenheit des Wächters.

„[…] mit gebotener Vorsicht, die das spärliche Material nahelegt, wird man aussprechen dürfen, daß die An- bzw. Abwesenheit dieses Motivs (des Wächters) jeweils ein wichtiges Kriterium für die Abfassungszeit des betreffenden Denkmals darstellt. Sollte das Motiv (des Wächters) bei Dietmar vertreten sein, würde diese Feststellung daher sehr wahrscheinlich zu einer späteren Datierung als der traditionellen nötigen.“ 

Das Motiv des Wächters, so die Forschung, wurde in Deutschland nämlich deutlich später eingeführt, als man 'Dietmars Lied' bisher zeitlich einordnete. 

„Falls jedoch Dietmars Tagelied bereits den Wächter kennt, so würde man nach dem Vorbemerkten allerdings genötigt sein, die Entstehungszeit um etliche Jahrzehnte hinauf zu rücken […].“ 

Da ein Teil der Forschung davon ausgeht, dass erst Wolfram den Wächter als Motiv des Tagelieds in Deutschland einführte, würde 'Dietmars Lied', als Nachbildung der Lieder Wolframs gelten.

„Das Tagelied 39,18 dagegen ist mit hoher Wahrscheinlichkeit nach Wolframs Vorbild verfaßt, wie ich demnächst nachweisen zu können hoffe.“ 

Jungbluth geht davon aus, dass der Wächter in Dietmars Tagelied durch das man anwesend ist, aber nur weil Redakteure Jahrzehnte nach der Entstehung des Originals, wo noch kein Wächter vorkam, die betreffenden Verse so umschrieben, dass ein Wächter anwesend sein muss. Diese Korrekturen seien der wesentliche Grund dafür, dass die Forschung mit dem Lied nie recht fertig wurde:

„Zeigt sich doch eben, daß der Bearbeiter zwecks Heilung einer Verderbnis zu einem Motiv gegriffen hat, das wir für Dietmar schwerlich schon voraussetzen dürfen – die Einführung des ‚Wächter‘motivs begründet einen Anachronismus und verleiht dem Liede in der überlieferten Gestalt den Charakter eines Zwitters. Dieser Befund stellt wohl letzten Endes die Ursache dafür dar, daß die Forschung mit Dietmars Tagelied nie so recht fertig werden können; das Ungereimte, das der Fassung in C anhaftet, vergönnt keine sinnreiche Auflösung.“

## Gattungseinordnung
Die Gattungseinordnung des Liedes ist stark umstritten. Lange ist man davon ausgegangen, dass Dietmars Tagelied der erste Vertreter des deutschen Tageliedes ist und somit zur Gattung der Tagelieder gehört. Die Annahme wird in neuerer Forschung allerdings immer mehr umstritten, da einige Forscher das Lied Slâfest du friedel ziere nicht als vollständiges Tagelied akzeptieren. Welche Argumente für und wider der Einordnung des Liedes zu den Tageliedern sprechen, wird kurz wiedergegeben. Zuvor zwei wesentliche Zitate zur Definition des Tageliedes, damit der Leser sich selbst ein Bild machen kann.
„‘Tagelieder’ sind monologische oder dialogische Rollengedichte mit optionalen Erzählteilen. Kennzeichnend sind Ausgangssituation und Handlungsablauf: Ein Liebespaar [meist Ritter und Dame] erwacht nach gemeinsam verbrachter Nacht. Der Tagesanbruch, häufig durch den Weckruf eines Wächters angekündigt, führt mit der Gefahr der Entdeckung die von den Liebenden beklagte Trennung herbei. Als Sprecher können alle beteiligten Personen fungieren.“
„Das typische Tagelied, wie es immer gültig geblieben ist, geht von einer epischen Situation aus, dem Augenblick, da der Tageruf des Wächters die heimlich Liebenden aus der Beglückung der Liebesnacht reißt und sie zum Abschied zwingt. Drei Personen, episch eingeführt, treten in Wechselrede zueinander: die Frau, der Mann und der Wächter.“ 

Die Vertreter der Meinung, dass das Lied ein Tagelied sei, berufen sich auf die für das Tagelied typische Situation der Trennung zweier Liebenden bei Tagesanbruch. De Boor fasst diese Sichtweise so zusammen : 

„Das aus einer epischen Situation entwickelte Tagelied, der Abschied zweier Liebenden bei Anbruch des Tages nach der Liebesnacht, hat bei Dietmar seinen ersten und einen seiner zartesten Vertreter.“ 

Diese Beurteilung teilen bspw. Schweikle und Siewerts ebenso. Schweikle sagt in Bezug zu Dietmars Lied:

„Das älteste Tagelied der mhd. Lyrik.“ 

Und Siewerts schreibt:

„Erst in jüngerer Zeit einigte man sich nach heftigen Debatten dahingehend, den Text als ‚echte‘ Schöpfung Dietmars zu bewerten, dem man damit den Rang des ersten Vertreters der Gattung Tagelied auf deutschsprachigem Boden zuerkannte“ 

Es ist aber durchaus zu vernehmen, dass diejenigen, welche gegen eine Zuordnung des Liedes zu den Tageliedern sind, gute und triftige Argumente vorbringen. So wird auf die fehlende Rolle des Wächters in Dietmars Lied hingewiesen, obwohl die oben aufgezeigten Definitionen des Tagelieds den Wächter nicht als unbedingtes Gattungsmerkmal nennen. Trotzdem ist er doch ein wesentliches Motiv der Gattung Tagelied, welches in Deutschland wohl erst bei den Tageliedern Wolframs seinen Platz findet. In Bezug auf die Situation der Trennung der Liebenden bei Tagesanbruch bei Dietmars Lied, schreibt De Boor:

„All dies ist höchstens Vorklang oder Anklang des Tageliedes, nicht wirkliche Nachbildung der Alba. Jetzt, bei Wolfram, tritt das echte Tagelied mit Wächter und Abschiedsreden plötzlich gleich fünffach auf. Der Gedanke lag also nah, in ihm den Schöpfer des deutschen Tageliedes zu sehen.“ 

De Boor hat zudem die Erwägung Dietmars Lied ganz aus der Nachfolge der Alba zu streichen. Neben dem fehlenden Wächter, fehle dem Lied auch die Hindeutung auf die Liebessituation: 

„Das „Tagelied“ Dietmars von Aist (39,18) kennt die Figur des Wächters nicht; denn das Vöglein auf dem Zweig der Linde ist nicht poetischer Ersatz für den weckenden Wächter, sondern Zeichen des grauenden Tages. Dem zarten Gedicht fehlt auch jede unmittelbare Hindeutung auf die sinnliche Situation; es ist einzig auf die Stimmung des Trennungsleides, auf die Erkenntnis: liep âne leit mac niht gesîn gestellt. Es scheint mir denkbar, dieses Lied ganz aus der Nachfolge der provenzalischen Alba herauszuhalten und aus den Vorbedingungen des donauländischen Liebesgedichtes zu entwickeln.“ 

Zudem ist nach Rohrbach nicht einmal gültig, dass es der Tagesanbruch ist, welcher die Liebenden zur Trennung zwingt. Rohrbach argumentiert dafür, dass die Trennung ein Willensakt des Mannes ist, welcher aufgrund persönlicher Differenzen mit der Frau vollzogen wird:

„Die wichtigste Differenz ist die aufgezeigte Stellung des Liebespaares zu sich selbst. Was hier trennt ist nicht […] der Tag […] – sie weint vielmehr über den Willen ihres Geliebten.“ 

Die Einordnung des Liedes in eine Gattung ist somit noch offen. Die wesentliche Frage, ob das Lied einem Tagelied entspricht, ist noch nicht befriedigend beantwortet. Um die Frage nach der Gattungszugehörigkeit beantworten zu können, muss zuerst bestimmt werden, ob bei Dietmar tatsächlich kein Wächter vorkommt, ob die Anwesenheit des Wächters Gattungsvoraussetzung ist, ob der Tag die Liebenden trennt, und ob die Hindeutung auf die sinnliche Situation bei Dietmar nicht vorhanden ist. Rohrbach ordnet das Lied vielleicht auch deshalb nur Literaturgeschichtlich grob ein.

„Literaturgeschichtlich ließe sich […] dieser Text als Zeugnis des Übergangs von der frühmittelhochdeutschen zur höfischen Dichtung bestimmen.“

## Verhältnis von Mann und Frau
Das Verhältnis der beiden Liebenden in Dietmars Tagelied ist kein hierarchisches, sondern vor allem ein persönliches. Es sind nicht zwei unterschiedliche Institutionen, welche die Szene bestimmen, sondern die der Beziehung innere Konstellation. Dies ist an den Anreden des Mannes zu erkennen:

„Es agieren […] nicht – wie im Hohen Minnesang – Herrin und Knecht, also keine gesellschaftlichen Rollen, sondern zwei Menschen. Das vorstellig gemachte Verhältnis ist demnach zwar kein individuelles, so doch ein persönliches. Dies setzt sich in der Anrede ‚kint‘ fort, die der Mann der Frau zudenkt. Auf die intime Art der Beziehung verweist nochmals das ‚vriundin‘, während der Berichterstatter sie mit dem höfischen ‚vrouwe‘ zeichnet.“ 

Das ‚vrouwe‘ mit der der Erzähler die Frau benennt und das ‚wâfen‘, mit der die Frau den Mann zu wecken scheint, spricht allerdings dafür, dass hier Ritter und eventuell höfische Dame miteinander verkehren. Die Beziehung zwischen den beiden Liebenden bleibt trotzdem persönlich und thematisiert dies nicht. So ist es nur zu natürlich, und wie für Tagelieder typisch, dass die Liebe ihre Erfüllung finden. Bei Dietmar ist es vor allem die Frau, die liebt und klagt:

„Die Frau, die auch von Dietmar gern als die Redende dargestellt wird, ist noch nirgends die versagend umworbene Herrin, überall noch die Liebende.“ 

Wenn das Verhältnis beider ein erotisch-persönliches ist, und nicht durch Stellung bestimmt wird, dann schließt dies doch nicht ein Machtverhältnis aus. Die Forschung interessierte sich vor allem dafür, wessen Wille im Gedicht die Situation bestimmt und zum Schluss zur Trennung führt. Dabei wird meist nicht davon ausgegangen, dass der Tag oder ein warnender Wächter die Trennung erzwingt:

„Die wichtigste Differenz ist die aufgezeigte Stellung des Liebespaares zu sich selbst. Was hier trennt ist nicht […] der Tag […] – sie weint vielmehr über den Willen ihres Geliebten.“ 

Nach Rohrbach ist es somit der Wille des Mannes, der die Situation bestimmt, denn sein Wille ist es, der die Trennung herbeiführt. Dies begründet er zudem mit den Versen 10 und 11:

„Die Betonung ‚Du‘ drückt somit aus, dass zumindest dem Urteil der Frau nach eine Trennung nicht notwendig ist. Diese ergibt sich vielmehr daraus, dass es der Mann so w i l l, weswegen auch gleich von ihr die Frage kommt:
wenne w i l t du wieder her zuo mir ?“ 

Anders sieht es De Boor, der mit Bezug auf Vers 8 betont, dass der Mann an den Willen der Frau gebunden ist:

„[…] von der Bindung des Mannes an den Willen der Frau [weiß] das Tagelied 39,18 (swaz du gebiutest, daz leiste ich, friundin mîn).“ 

Es kann davon ausgegangen werden, dass De Boor diesem Vers mehr Bedeutung als den Schlussversen schenkt, weil er den Trennungsgrund eben nicht als persönliche Entscheidung der Liebenden bzw. des Mannes betrachtet.

Ähnlich teilt De Boor die Vorstellung, dass die Frau die Situation bestimmt. Allerdings wenig verständlich und auch ohne Begründung:

„Festzuhalten ist, daß die Stimme der Frau ungleich mehr Gewicht hat als die des Mannes […]. Die Worte des Mannes in diesem Lied sind gleichsam sekundäre Eindringlinge in die Frauenklage und sie haben auch inhaltlich nicht die Bedeutung der Worte der Frau.“ 

Abstrakter aber durchaus begründet argumentiert Obermaier dafür, dass die Frau nicht unbedingt einen höheren Wert als der Mann, aber allein schon durch das Wecken des schlafenden Mannes einen hohen Wert erhält. Schlaf habe in diesem Zusammenhang im Mittelalter nämlich negative Konnotationen, während das Wach-sein positive hat.

„Ganz allgemein gehört die Vorstellung vom Schlaf als einer Zeit des Gefährdet-Sein zur Alltagserfahrung des mittelalterlichen Menschen“ 

Dem gegenüber steht die wache Frau:

„Es ist […] die Schlaflosigkeit einer, die Wache hält und zum gegebenen Zeitpunkt den sich ihr anvertrauenden Partner weckt. Die ‚wache‘ Frau ist in diesem Sinne also eigentlich die ‚wachende‘ Frau, in deren Obhut sich der – trotz der großen Gefahr – ‚schlafende‘ Mann begeben hat; und als ‚wachende‘ Frau ist sie nicht nur Herrin der Situation, sondern gleichsam auch Herrin und Hüterin ihrer beider Liebe.“ 

In diesem Sinne ist es vor allem die Frau, welche über die Situation bestimmt. Insgesamt scheint sich die Forschung bei der Frage des Paarverhältnisses in diesem Tagelied nicht recht einig zu sein.